# Koperresinaat
Koperresinaat is een doorzichtige groene lak die vaak als een apart pigment wordt geclassificeerd.
Koperresinaat werd aangemaakt door koperzouten samen met een hars (resin) van Venetiaanse terpentijn te koken, soms met toevoeging van bijenwas. Na afkoeling vormde zich een harde laag die vergruizeld werd tot een poeder. Voor het gebruik werd dit poeder met terpentijn opgelost of ook wel weer verhit. De chemische formule van de stof is Cu(C19H29COO)2. De lak vormt een blauwgroene transparante laag. Als koperresinaat vermengd wordt met lijnolie, droogt een daarmee aangebrachte laag relatief snel doordat de koperverbinding werkt als een siccatief dat de oxidatie versnelt. Na verloop van tijd treedt een verkleuring op naar een groenbruin. De stof is licht giftig. Bij het inslikken ervan kan het weefsel van de longen aangetast worden. Inademing en huidcontact leiden tot irritatie.
Het gebruik van koperresinaat gaat zeker terug tot de vijftiende eeuw. De lak werd gebruikt om houten oppervlakken een diepe groene kleur te geven en ook wel op glas aangebracht.
Vaak is aangenomen dat de groene glacerende lagen die in de schilderkunst van de vijftiende tot in de zeventiende eeuw werden aangebracht, ook een toepassing zouden zijn van koperresinaat. Bij chemische analyses bleken die namelijk groene koperzouten en hars te bevatten. In 2004 stelde Margriet van Eikema Hommes echter dat dit berustte op een vergissing. Voor glacerende groene lagen in de schilderkunst zou men simpelweg gemalen koperzouten of verdigris met hars gemengd hebben, dus zonder verhitting zodat er zich geen koperresinaat vormde. Dit zou ook verklaren waarom die lagen niet sterk verkleurd waren. Indien er echter wel een verkleuring optrad zou dat een gevolg zijn van een nadonkeren van de hars. 